# روی من تلفش کن
«روی من تلفش کن» (کره‌ای: Waste It on Me) یا «عشق رو صرف من کن» ترانه‌ای از موسیقی‌دان آمریکایی، استیو آئوکی با همکاری گروه پسرانهٔ کره‌ای بی‌تی‌اس است که در ۲۵ اکتبر ۲۰۱۸ منتشر شد. این آهنگ پس از همکاری استیو آئوکی و بی‌تی‌اس در ترانه‌های «مایک دراپ» و «حقیقت ناگفته» است. این ترانه در پنجمین آلبوم استودیویی استیو آئوکی به نام Neon Future III که در ۹ نوامبر ۲۰۱۸ منتشر شد، ارائه شده‌است.

## افتخارات
| منتقد/ناشر          | فهرست                    | رتبه | منابع |
| ------------------- | ------------------------ | ---- | ----- |
| تی‌ان‌تی لاتین آمریکا | بهترین ترانه‌های سال ۲۰۱۸ | 3    | [ ۵ ] |

## جدول‌های موسیقی
| جدول (۲۰۱۸)                                       | بهترین موقعیت |
| ------------------------------------------------- | ------------- |
| استرالیا (ای‌آرآی‌ای)                               | ۶۱            |
| اتریش (او۳ تاپ ۴۰ اتریش)                          | ۵۷            |
| کانادا (۱۰۰ تک‌آهنگ داغ کانادا)                    | ۶۴            |
| سی‌اچ‌آر/تاپ ۴۰ کانادا (بیلبورد)                    | ۴۱            |
| فروش‌های ترانه دیجیتال فنلاند (بیلبورد)            | ۴             |
| آلمان (جدول‌های رسمی آلمان)                        | ۹۸            |
| یونان (آی‌اف‌پی‌آی)                                  | ۱۲            |
| مجارستان (۴۰ تک‌آهنگ برتر)                         | ۳             |
| ایرلند (ایرما)                                    | ۶۳            |
| ژاپن (۱۰۰ آهنگ داغ ژاپن)                          | ۱۹            |
| مالزی (آرآی‌ام)                                    | ۱             |
| مکزیک (مکزیکو ایرپلی)                             | ۴۸            |
| مکزیکو اینگلز ایرپلی (بیلبورد)                    | ۲۰            |
| تک‌آهنگ‌های داغ نیوزیلند (آرام‌ان‌زد)                 | ۶             |
| اسکاتلند (اوسی‌سی)                                 | ۲۸            |
| سنگاپور (آرآی‌ای‌اس)                                | ۲             |
| کره جنوبی (گائون)                                 | ۸۰            |
| سوئد هیت‌سیکر (فهرست برترین‌های سوئد)               | ۱             |
| سوئیس (شوایزر هیت‌پاراد)                           | ۸۱            |
| تک‌آهنگ‌های بریتانیا (اوسی‌سی)                       | ۵۷            |
| بیلبورد هات ۱۰۰ ایالات متحده                      | ۸۹            |
| ترانه‌های داغ رقص/الکترونیک ایالات متحده (بیلبورد) | ۶             |
| ۴۰ آهنگ برتر جریان اصلی ایالات متحده (بیلبورد)    | ۳۸            |

| جدول (۲۰۱۸)                                       | موقعیت |
| ------------------------------------------------- | ------ |
| ترانه‌های داغ رقص/الکترونیک ایالات متحده (بیلبورد) | ۶۸     |
| جدول (۲۰۱۹)                                       | موقعیت |
| ترانه‌های داغ رقص/الکترونیک ایالات متحده (بیلبورد) | ۳۳     |

## گواهی‌نامه‌ها
| منطقه                                   | گواهی  | واحد گواهی‌شده/فروش |
| --------------------------------------- | ------ | ------------------ |
| کانادا (میوزیک کانادا)                  | پلاتین | ۸۰٬۰۰۰             |
| ایالات متحده (آرآی‌ای‌ای)                 | طلا    | ۵۰۰٬۰۰۰            |
| رقم فروش+پخش جاری تنها بر پایهٔ گواهی‌ها. |        |                    |

## تاریخچه انتشار
| منطقه               | تاریخ          | فرمت           | نسخه                     | ناشر   | منابع  |
| ------------------- | -------------- | -------------- | ------------------------ | ------ | ------ |
| مختلف               | ۲۵ اکتبر ۲۰۱۸  | دانلود دیجیتال | اوریجینال                | اولترا | [ ۳ ]  |
| ایالات متحده آمریکا | ۱۴ دسامبر ۲۰۱۸ | دانلود دیجیتال | ریمیکس چیت کدز           | اولترا | [ ۳۳ ] |
| مختلف               | ۲۱ دسامبر ۲۰۱۸ | دانلود دیجیتال | ریمیکس چیت کدز           | اولترا | [ ۳۳ ] |
| مختلف               | ۲۵ دسامبر ۲۰۱۸ | دانلود دیجیتال | ریمیکس اسلوشی            | اولترا | [ ۳۳ ] |
| مختلف               | ۲۵ دسامبر ۲۰۱۸ | دانلود دیجیتال | ریمیکس دابلیو اند دابلیو | اولترا | [ ۳۴ ] |